# Paolo Conte Bonin
Paolo Conte Bonin, född 9 februari 2002 i Thiene, är en italiensk simmare.

## Karriär
Paolo Conte Bonin ingicki det italienska laget som tog silver på 4x100 frisim vid VM 2024. Vid OS 2024 ingick han åter i laget som tog denna gång tog brons på 4x100 frisim.